# Liste de centrales électriques à Madagascar
Cet article est une liste non exhaustive de centrales électriques à Madagascar.

## Hydroélectricité

### Opérationnelles
| Centrale hydroélectrique                 | Lieu         | Rivière  | Type  | Réservoir                | Capacité (MW) | Construction     | Réf.  |
| ---------------------------------------- | ------------ | -------- | ----- | ------------------------ | ------------- | ---------------- | ----- |
| Centrale hydroélectrique de Farahantsana | Farahantsana | Ikopa    | Poids |                          | 28 MW         | 2022             | [ 1 ] |
| Centrale hydroélectrique d'Andekaleka    | Andekaleka   | Vohitra  | Poids | N/A                      | 120 MW        | 1982, 2012, 2022 | [ 2 ] |
| Centrale hydroélectrique d'Antelomita    | Anjeva Gara  | Ikopa    | Poids | Barrage de Tsiazompaniry | 8.4 MW        | 1930, 1952, 1953 | [ 3 ] |
| Centrale hydroélectrique de Mandraka     | Mandraka     | Mandraka | Poids | Lac Mandraka             | 24 MW         | 1956             | [ 4 ] |

### Projets
| Centrale hydroélectrique                   | Lieu          | Rivière   | Type         | Réservoir             | Capacité (MW)     | Construction (prévue) | Réf.  |
| ------------------------------------------ | ------------- | --------- | ------------ | --------------------- | ----------------- | --------------------- | ----- |
| Centrale hydroélectrique de Volobe         | Volobe        | Ivondro   | Poids        |                       | 120 MW            | 2023                  | [ 5 ] |
| Centrale hydroélectrique d’Antetezambato   | Antetezambato | Mania     | Poids        |                       | 140 MW            | 2027                  | [ 6 ] |
| Centrale hydroélectrique de Sahofika       | Sahofika      | Onive     | Poids        | Réservoir de Sahofika | 192 MW->300 MW MW | 2024                  | ,     |
| Centrale hydrosolaire mixte d'Antananarivo | Antananarivo  | Mandalobe | fil de l'eau | N/A                   | 35 MW             | 2026                  | [ 9 ] |

## Thermique

### Opérationnelles
| Centrale thermique               | Lieu         | Type de carburant | Capacité | Construction | Propriétaire | Réf.   |
| -------------------------------- | ------------ | ----------------- | -------- | ------------ | ------------ | ------ |
| Centrale thermique d'Aksaf       | Antananarivo | Fioul lourd       | 60 MW    | 2017         | Aksaf        | [ 10 ] |
| Centrale thermique Noor I        | Antananarivo | Fioul lourd       | 48 MW    | 2018         | Jovena       | [ 10 ] |
| Centrale thermique Noor II       | Antananarivo | Fioul lourd       | 28 MW    | 2018         | Jovena       | [ 10 ] |
| Centrale thermique d'Andaingo    | Andaingo     | Biomasse          | 75 MW    | 2012         | CIRAD        | [ 11 ] |
| Centrale thermique de Mandroseza | Antananarivo | Fioul lourd       | 40 MW    | 2007         | AfriPower    |        |

### Projets
| Centrale thermique         | Lieu         | Type de carburant | Capacité | Construction | Propriétaire | Réf.   |
| -------------------------- | ------------ | ----------------- | -------- | ------------ | ------------ | ------ |
| Centrale d'Ambohimanambola | Antananarivo | Fioul lourd       | 150 MW   | 2023         | Jirama       | [ 12 ] |

## Solaire

### Centrales
| Centrale solaire                                 | Lieu         | Source          | CapacitCapacité | Construction | Propriétaire | Réf.   |
| ------------------------------------------------ | ------------ | --------------- | --------------- | ------------ | ------------ | ------ |
| Centrale photovoltaïque                          | Antananarivo | Énergie solaire | 25 MW           | 2025         | Access Power | [ 13 ] |
| Centrale solaire hybride de la Verrerie Tanambao | Toamasina    | Énergie solaire | 18 MW           | 2021         | JIRAMA       | [ 14 ] |

### Mini grids
L’électricité solaire et les mini-grids semblent une solution d'avenir pour la population rurale malgache,.